# Ecteinascidia conklini
Ecteinascidia conklini is een zakpijpensoort uit de familie van de Perophoridae. De wetenschappelijke naam van de soort is voor het eerst geldig gepubliceerd in 1932 door Berrill.